# Chʼiyar Quta (La Paz)
Ch'iyar Quta (Aymara zu deutsch Schwarzer See, hispanisiert Laguna Chiar Khota) ist ein Bergsee in der Cordillera Real. Er gehört zum Departamento La Paz in Bolivien.
Der See liegt auf einer Höhe von 4658 m direkt am Fuß des Pico Austria. Am östlichen Ufer des Sees befindet sich das Refugio Condoriri, das Basislager für Bergbesteigungen in der Condorigruppe, darunter der Nevado Condoriri und der Pequeño Alpamayo.